# Patakfalva
Patakfalva (románul Văleni) falu Romániában Hargita megyében.

## Fekvése
Felsőboldogfalvához tartozik, melytől 4 km-re fekszik a Gáron-patak völgyében. Érdekesség, hogy:    „A Patakfalva között letörtető csermelyt Gáron-patak-nak azért nevezik; mert fenn e patakfőnél a Kénos feletti Veresmart nyugati aljában Gáronfalva nevü helység feküdt, mely tatár- vagy mongol-duláskor pusztult el; a helyet, hol feküdt, most is Faluhelyének hivják, s e század elején még gyümölcsfák voltak ott”. – írja Orbán Balázs

## Története
1333-ban villa Potoc néven említik először. Határában feküdt a tatárjáráskor elpusztult Gáronfalva és Tihadár nevü település. Területén római urna is került elő.
1910-ben 364 lakosa volt, 1992-ben 266 lakosából 264 magyar és 2 román volt. A trianoni békeszerződésig Udvarhely vármegye Udvarhelyi járásához tartozott.
Középkori templomát 1802-ben földrengés pusztította el, mai református temploma 1804 és 1816 között épült.
Az első írásos említések: 
A pápai tizedjegyzékek szolgáltatnak adatokat:
1333 Villa Potok, 1334 Sancto Laurentio, 1487 Pathakfalwa, 1514 Pathakfalu, 1566 Patakfalwa, 1576 Patakfalva, 1698 Patakfalva.
Patakfalva a középkor folyamán Sándorfalvával és Telekfalvával alkotott egy egyházközséget. Közös templomuk Patakfalva délkeleti határában, a Papdombon épült fel, amelyet a gyülekezet 1802-ig használt, amikor az akkori nagy földrengés az épületet használhatatlanná tette. A régi templom környezete napjainkban is a gyülekezet temetője. 
A régészeti feltárások alapján a legkorábbi templom már a 12. század második felében állhatott. Ezt a templomot a 13-14. század fordulóján átépítették, sarkait pillérekkel támasztották meg. A 15. század végén sokszögzáródású gótikus szentéllyel bővítették melyet téglabordákkal boltozták, padlóját téglával padolták le.  Az új templomot kő kerítőfallal vették körül, nyugati oldalára tornyot építettek.

## Vallási élete

### A középkori templom
A pápai tizedjegyzékben szereplő falu középkori plébániatemplomát 1802-ben földrengés pusztította el. Helye a falun kívül, a temető szélén, a „Papdomb” tetején ma is jól látszik. A keletelt templom tornyának helyét törmelékdomb, hajójának és szentélyének helyét besüppedés sejteti, a cinteremfal vonala egészen jól kivehető. Az elpusztult templom anyagából 1804-től a falu között újat építettek, faragott kövei közül többet befoglalva az új épületbe.
A mai templom délnyugati, országút felé néző portikussal védett bejáratát csúcsíves kőkeret szegélyezi, ide épen állítottak fel egy gótikus kapukeretet. Bélletét vályúzatok közé helyezett körtetag alkotja. A templom északnyugati oldalán álló toronynál mind a külső, mind a templomba vezető belső ajtónyílás csúcsíves, körtetagos kőkerettel szegélyezett, a kísérő tagozatok pálca-, illetve sarkantyútagból alakulnak. A három gótikus kapuzat ajtószárnyai is a régi templomból valók, egyiken ma már teljesen elmosódott felirat nyomai látszanak.
A régi templom helyéről egy kétszer vályúzott téglaborda darabja is előkerült. Formáját tekintve jóval későbbi építkezésből való, mint a kapuzatok.
A középkori templom felszereléséből ma egy 16,5 cm magas késő gótikus kehely ismeretes, sima felületének vésett díszítésében már reneszánsz elemek is vannak. Felirata, ötvösjegye nincs, készítésének ideje a XVI. század. Az 1660 körül készített egyházi leltár említést tesz egy ezüstpohárról is, ez után azonban később ezeket jegyezték be: „N.B. Az melly eszközök voltak az Sacramentumok ki szolgáltatására valók, azok Thököly járásakor az Tatárok tüze [...] mind el veszet két abroszon kivül, hanem az után. Nemzetes Ferentzi István Ur Istenes indulattyaból adot az Eccla számára: egy tisztességes Ezüst Pohárt [...] in Visjt. Part. 1700. 22. 9-bris pr. Mich. Nánásj.”
Patakfalva szerény jövedelmű plébániáját 1333-ban jegyezték be a pápai tizedjegyzékbe: „Item Lumbasius sacerdos de villa Potok solvit II. banales.” Nem sokkal e bejegyzés kelte előtt épülhetett a falu kora gótikus kőtemploma, melynek kapuit dicséretes módon eredeti rendeltetésüknek megfelelően építették be az új templomba. E középkori templom építéstörténetét a temetőben a régi épületből maradt alapfalak feltárásával esetleg majd tisztázni lehet.
A három, majdnem egyforma csúcsíves kapukeret egységes építésről tanúskodik, és az építők igényességét bizonyítja. A csúcsíves keretek profilalakítása a gótika korábbi szakaszára utal. Hasonlóan alakították Felsőboldogfalva nyugati ajtókeretét. E profilsémát, s így a templom építését is, Udvarhelyszék emlékanyagában a XIV. század első negyedére keltezhetjük. Az építők a faragott részekhez vulkáni eredetű követ használtak.
Jóval későbbi időre, a XV—XVI. század fordulója utánra mutat a templom helyén talált téglaborda-töredék. Vidékünkről hasonló az 1522-es évszámmal jelzett homoródjánosfalvi templom hajójából ismeretes. Ez a bordadarab Patakfalva templománál új építkezést jelez: késő gótikus boltozást az épület valamelyik részében. Ebben az építésben bizonyára részes volt már a plébániához tartozó mindkét falu: Telekfalva és Sándorfalva népe, de a megye közjogi szolgálatában korábban feltűnő Patakfalvi család is.
A Patakfalvi családból Szilveszterről hallunk legkorábban, akinek megöletése miatt 1487-ben testvére, Péter javára hoznak ítéletet a szék kapitánya, bírái és esküdtjei. 1505-ben, a székely közösség udvarhelyi gyűlésén Patakfalvi Pétert, Kelement és Lukácsot választják a bírák közé. Péter közjegyzői tisztségét egy 1514-ben kelt birtokügyi oklevél igazolja. Ugyanezt a tisztséget viselhette Balázs is 1550-ben. A három falura vonatkozó adatok a XVI. század második felében a következők: 1566-ban Patakfalvárói egy, Telekfalváról 4 lófő nevét jegyzik fel, a szabad porták összeírásakor Patakfalván 17, Telekfalván 23, Sándorfalván 8 kaput találnak. 1576-ban 16 jobbágyporta van Patakfalván, nagyobb részük a fejedelemé.
Patakfalva, Telekfalva és Sándorfalva hajdani együvé tartozásáról és az egyházi épületek közös fenntartásáról akkor értesülünk, amikor már a különválással próbálkoznak. A generális vizitáció a különválást 1644-ben és 1646-ban nem engedélyezi. 1661-ben, „Ali Passa járása” alkalmával az egyház javait felprédálták, de úgy látszik, a templomot is megrongálták az itt átmenő törökök, mert 1664-ben a telekfalviak által kért fele lelkészi szolgálatot csak akkorra ígéri a parciális szinódus, ha a templom s egyéb épületek építését befejezték, külön meghagyva, hogy a „sándorfalviak hasonlóképp épitsenek”. Sándorfalva 1697-ben önállósul, a különváláskor a templom fenntartását és a javak szétosztását így határozzák meg: „Patakfalva azért félti Sándorfalvának tőlle való elszakadását, mert az templom és Parochia ház épitésében dolgok könnyebb, de az nem félelmetes, mert magától is Patakfalva és Telekfalva elégséges azok jó procuralasokra. [...] Az mi mobile bonumokat Ali Passa Járása után az Három Eccla, S.T. és P. falvak pénzen vötenek, abból harmadrészt kévánnak.” 1691ben, „Thököly járásakor” újabb pusztulás éri az egyházi ingóságokat, de lehet, hogy a templomot is. Egy rövid leltári feljegyzésből tudjuk meg, hogy tornya is volt a templomnak: „Patakfalvi Eccla vette a Toronybéli Kis harangot, Telekfalva nélkül, azért nincsen része benne Telekfalvának.”
Telekfalva 1760-tól önállósul, de valószínűleg már 1667 után volt külön temploma. Patakfalva egyháza ettől az időtől maradt magára az addig közös templom fenntartásában. Az 1782. november 16-án tartott vizitáció a templomot jó állapotban találja, mert csak ezt jegyzi meg róla: „a templom körül jó Collat deszkából kert vagyon”.

### A reformációra való áttérés
Források hiányában pontosan nem ismerjük időpontját, arra, akárcsak a többi szomszédos település esetében, a 16. század közepe táján kerülhetett sor.

### A jelenlegi templom
Mivel 1802-ben a régi templom földrengés következtében használhatatlanná vált, 1804-1816 között új templomot építettek a falu központjában. A régi templom kapuit eredeti rendeltetésüknek megfelelően építették be az új templomba.
A templom méretei:
- alapterülete: 189 m2, a falak vastagsága 1 m, a déli oldalon egy cinterem csatlakozik a hajóhoz
- hajó: 21X7,8 m = 164 m2, belmagassága 7,5 m
- torony: a nyugati oldalon helyezkedik el, 25 m2, magassága 27 m, az 1977-es földrengés után 3 koszorúval és 2 támpillérrel erősítettek meg.

Orgona: 5 regiszteres, lábfújtatós, Rieger Ottó építette 1923-ban.
Harangok:
- régi harang: 94 kg, felirata: „Gloria im excelsis Deo. Anno domini 1668 – Andreas Filck”
- felújított régi harang: a fent említett harang megrepedt, ezért megnagyobbítva újraöntették, új súlya 161 kg, felirata: „Isten dicsőségére a patakfalvi ref. egyházközség régi harangját megnagyobbítva újra öntette Tek. Özv. Ferenczy Lajosné és leánya Tek. Bedő Gyuláné, Ferenczy Ilus 1912”
- jelenlegi nagy harang (régi kisharang): 118 kg, felirata: „Hívek áldozatkézségéből. Patakfalvi ref. egyház. 1923”
- jelenlegi kisharang: 100 kg,  Andrásofszky Efraim öntötte 1902-ben, Márton Józsefné (szül. Oláh Rebeka) adománya.

### Patakfalvi lelkészek
1333 – 1742 (ebből az időszakból sajnos csak egyetlen lelkészre van adat)
- Lumbasius, 1333

1743 – 2015 (ebben az időszakban összesen 40 lelkész szolgált)
•	Franciscus Székelhidi 1743
•	Andreas Pál
•	András Fábián 
•	Johannes Josa 1753–1757
•	Josephus Szarokmai
•	Franciscus Firna 1763
•	Andrea Dobai 1769
•	Samuel Zóllya 1770
•	Sándor Bakó 1777
•	Samuel Páfi 1778
•	Johannes Kovats 
•	Stephanus Kováts1801
•	Petrus Gaál 1804
•	Gabriel Casparol 1805
•	Josephus Sera 1809
•	Moses Petre 1820 - 1825
•	Ladislaus Székely 1825 - 1826
•	Stephanus Györke 1826 
•	Elias Illyés 1826 - 1836
•	Samuel Balázs 1848 - 1849
•	Maksai Áron 1886
•	Karacson Sándor 1886-1891
•	Sándor Andás (patakfalvi születésű) 1892–1897
•	Molnár Vilmos 1897-1898
•	Baczoni Tókos Jenő 1899-1905
•	Szabó Gyula 1905–1913
•	Tunyogi Csapó János 1914–1917
•	Péter Gábor 1917–1926
•	Költő István 1927–1928
•	Fábián Adorján Béla 1928–1937
•	Krizbai Miklós 1939-1945
•	Bak Sándor 1945-1957
•	Nagy Dániel 1957-1960
•	Kassay Géza 1960-1962
•	Köblös Domokos 1963-1965 
•	Czell Benjámin 1965-1971
•	Hegyi Sándor 1971–1979
•	Antal Zoltán 1979-1989
•	Horhát Miklós 1990–1993
•	Geréb László 1993-

## Régészeti ásatások
2014 májusában elkezdődtek a régészeti ásatások a Haáz Rezső Múzeum szervezésében, Nyárádi Zsolt vezetésével. Az ásatások eben az esztendőben a középkori templom szentélyét, sekrestyéjét, és cinteremfalát kutatták öt 5x5m  felületű szelvényekben. A 125 négyzetméternyi felületben 108 temetkezés maradványait tártuk fel a 12. századtól kezdődően a 18. század közepéig. A feltárások anyagi hátterét Andre Gongiar (Arhaeotek-Canada) teremtette elő, ugyancsak ő szervezte be azt a tengeren túli antropológus csoportot, amely aktívan részt vett a feltárásokon. A közel négy hónapig tartó feltáráson több mint 40 egyetemi hallgató vett részt új kutatási módszereket és rendszereket építve ki a professzorok vezetésével.